# Alstonia scholaris
Alstonia scholaris é uma árvore perene tropical da família Apocynaceae. É nativa do sul da China, da Ásia tropical (principalmente o Subcontinente Indiano e o Sudeste Asiático) e da Australásia, onde é uma planta ornamental comum. É uma planta tóxica, mas é usada tradicionalmente para tratar uma variedade de doenças e queixas. Na Índia, é chamada 'Saptaparna' e é a árvore sagrada do 2º tirtancara jainista Ajitanatha [en].

## Descrição
A Alstonia scholaris é uma árvore glabra que pode crescer até 40 m de altura. Sua casca madura é acinzentada, e seus ramos jovens são abundantemente marcados por lenticelas. Uma característica única desta árvore é que, em alguns lugares, como a Nova Guiné, o tronco é triangular em seção transversal.
O lado superior das folhas é brilhante, enquanto o inferior é acinzentado. As folhas ocorrem em verticilos de três a dez, com pecíolos de 1–3 cm de comprimento. As folhas coriáceas são estreitamente obovadas a muito estreitamente espatuladas, com base cuneada, e o ápice geralmente arredondado, medindo até 23 cm de comprimento por 8 cm de largura. As nervuras laterais ocorrem em 25 a 50 pares, a 80–90° em relação à nervura central. As cimas são densas e pubescentes. Cada pedúnculo tem 4–7 cm de comprimento. Os pedicelos são geralmente tão longos quanto ou mais curtos que o cálice. A corola é branca e tubular, com 6–10 mm de comprimento. Os lobos são amplamente ovados ou amplamente obovados, com 2–4,5 mm, sobrepondo-se à esquerda. Os ovários são distintos e pubescentes. Os folículos são distintos e lineares.
As flores desabrocham em outubro. São muito perfumadas e semelhantes às flores de Cestrum nocturnum.

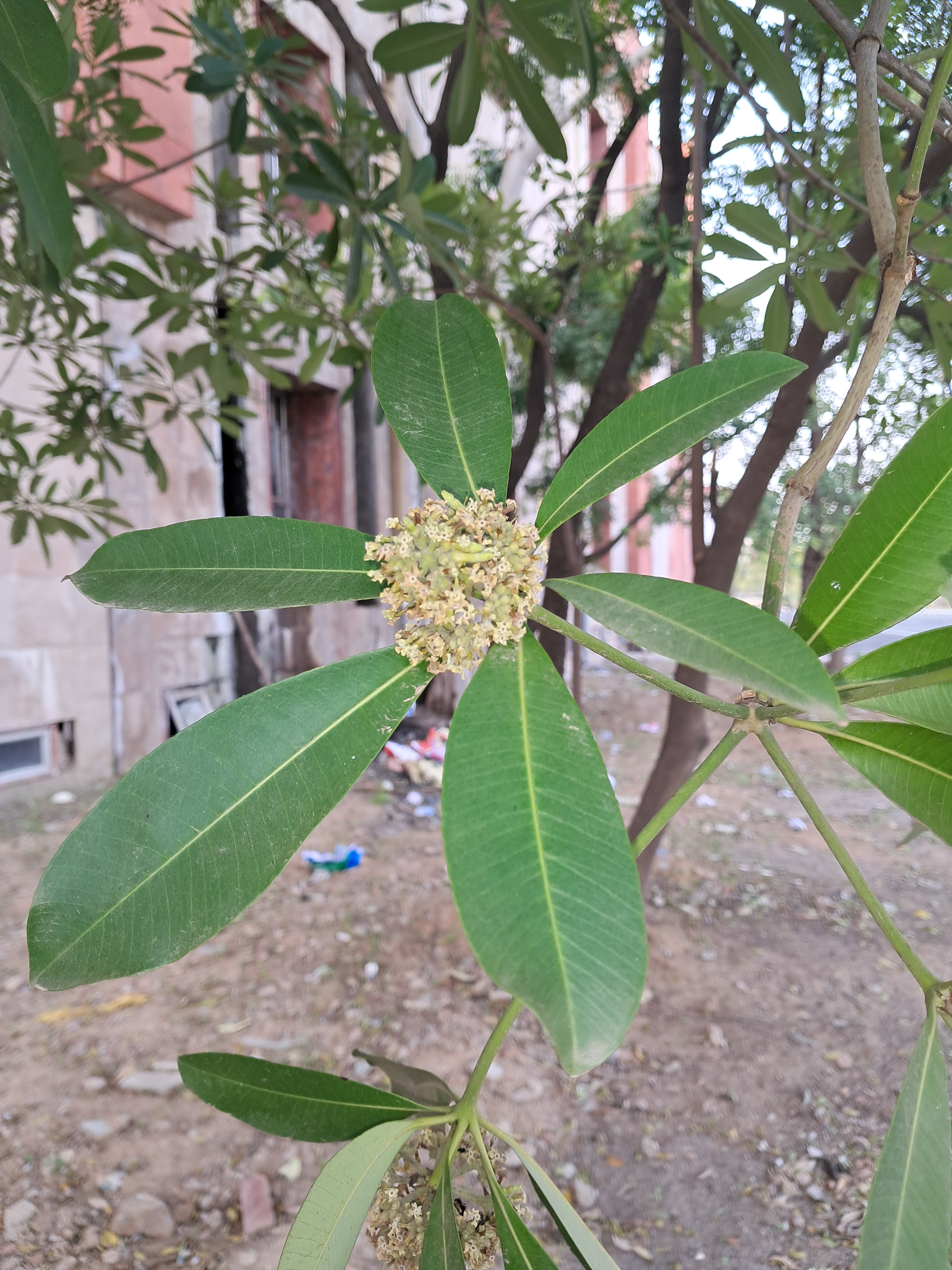
Flores de Alstonia scholaris

As sementes de A. scholaris são oblongas, com margens ciliadas e terminam com tufos de pelos de 1,5–2 cm de comprimento. A casca é quase inodora e muito amarga, com uma seiva amarga e leitosa abundante.

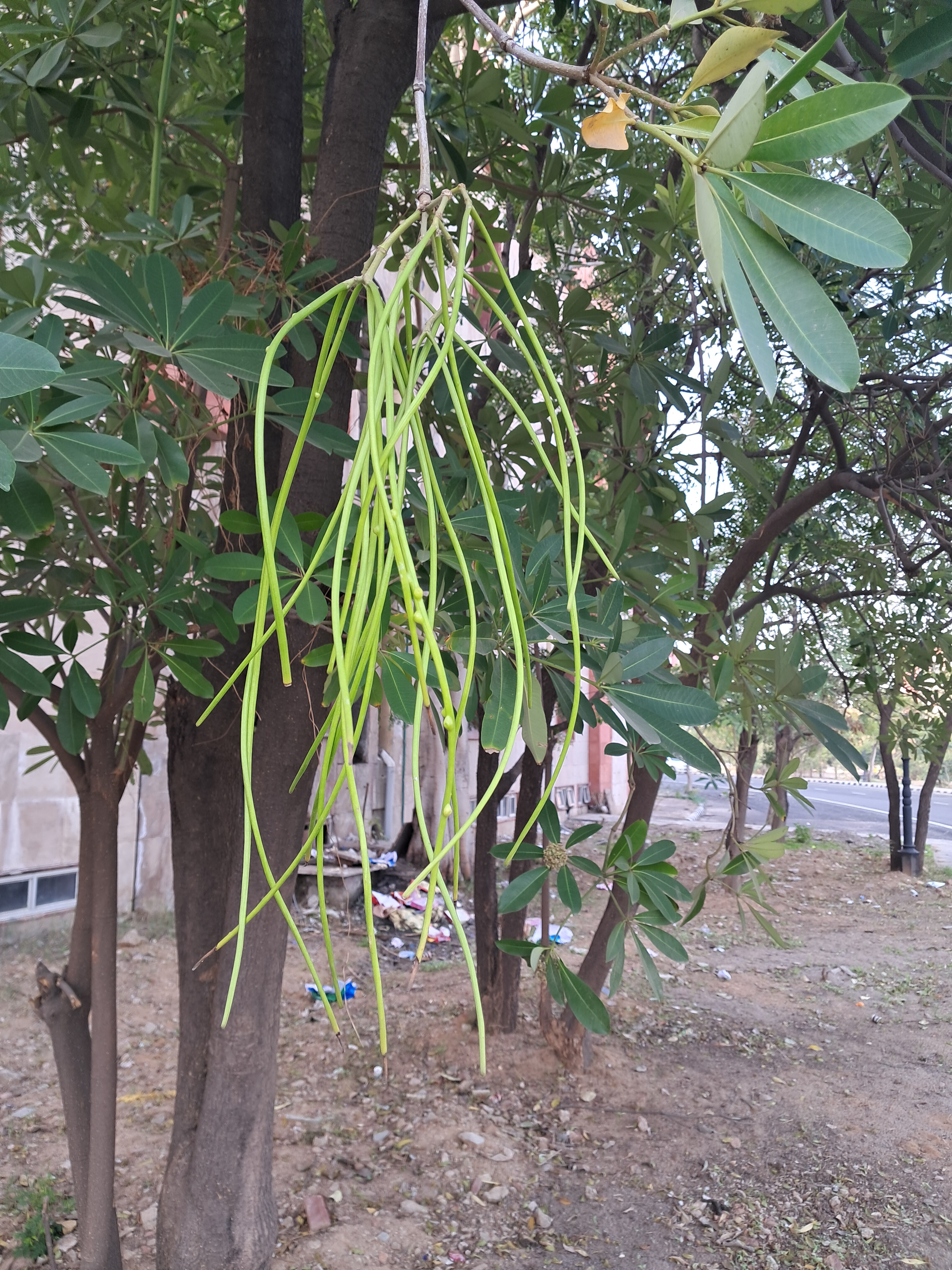
Frutos de Alstonia scholaris

## Distribuição
A Alstonia scholaris é nativa das seguintes regiões:
- China: Quancim, Iunã

- Subcontinente Indiano: Bangladesh, Índia, Nepal, Paquistão, Sri Lanka

- Sudeste Asiático: Camboja, Laos, Indonésia, Malásia, Myanmar, Filipinas, Tailândia, Vietnã[8]

- Oceania: Papua-Nova Guiné, Austrália (Queensland)

A Alstonia scholaris é a árvore estadual de Bengala Ocidental, Índia, onde é chamada de árvore Chhatim.

## Toxicidade
Esta é uma planta tóxica. Em altas doses, um extrato da planta causou danos significativos a todos os principais órgãos do corpo em ratos e camundongos. A toxicidade parece depender do órgão da planta estudado e da estação de coleta, sendo a casca coletada na estação das monções a menos tóxica e a casca no verão a mais tóxica. A administração intraperitoneal é muito mais tóxica que a oral. Ratos foram mais suscetíveis ao veneno que camundongos, e linhagens puras de camundongos foram mais suscetíveis que os cruzados. Os efeitos tóxicos podem ser devido à equitamina alcaloide na casca.

### Química
A casca contém os alcaloides ditamina, equitenina, equitamina e estrictamina [en]. A equitamina é o alcaloide mais importante encontrado na casca, pois foi detectado em todas as amostras estudadas e coletadas de vários locais. É comercialmente vendido como medicamento fitoterápico.

## Usos
A madeira de Alstonia scholaris foi recomendada para a fabricação de lápis, pois é adequada por natureza, e a árvore cresce rapidamente e é fácil de cultivar. No Sri Lanka, sua madeira leve era usada para caixões. A madeira próxima à raiz é muito leve e branca, e em Bornéu foi usada para flutuadores de redes, utensílios domésticos, tábuas de corte, rolhas, etc. No Budismo Teravada, diz-se que o primeiro Buda usou A. scholaris como a árvore para alcançar a iluminação.
O livro de 1889 The Useful Native Plants of Australia afirma que "a casca extremamente amarga desta árvore é usada pelos nativos da Índia para queixas intestinais (Treasury of Botany). Ela se mostrou um remédio valioso em diarreia crônica e estágios avançados de disenteria. Também foi considerada eficaz na restauração do tônus do estômago e do sistema em geral em casos de debilidade após febres e outras doenças exaustivas (Pharmacopoeia of India). É descrita na Pharmacopoeia of India como um tônico adstringente, anti-helmíntico e antiperiódico. É altamente valorizada nas Ilhas Filipinas [sic]." Apesar de seu uso tradicional generalizado como "antiperiódico" (um medicamento supostamente capaz de curar os efeitos da malária), verificou-se que tinha atividade muito fraca ou nula contra Plasmodium falciparum. Não teve efeito contra Giardia intestinalis, e teve efeito fraco contra Entamoeba histolytica, que causam diarreia.
Durante as cerimônias de formatura, as folhas de Alstonia scholaris (saptaparni) são entregues aos graduados e pós-graduados da Universidade Visva-Bharati [en] pelo chanceler, que, por sua vez, as recebe do Primeiro-Ministro da Índia. Nos últimos anos, supostamente para evitar danos excessivos ao meio ambiente, o vice-chanceler da universidade aceita uma folha de saptaparni do chanceler em nome de todos os estudantes. Essa tradição foi iniciada pelo fundador da universidade, Rabindranath Tagore.
Antigamente, decocções das folhas eram usadas para tratar beribéri.

## Galeria

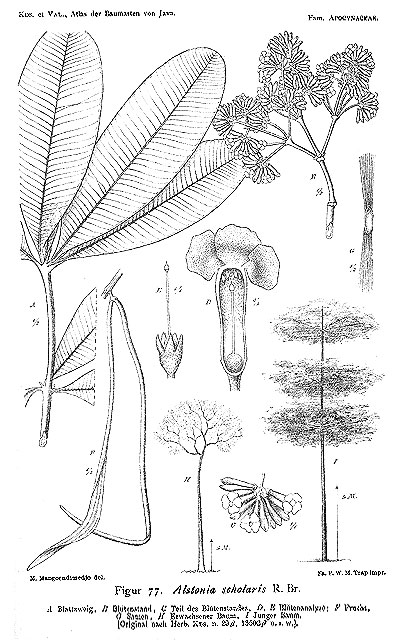
Ilustração botânica de Alstonia scholaris
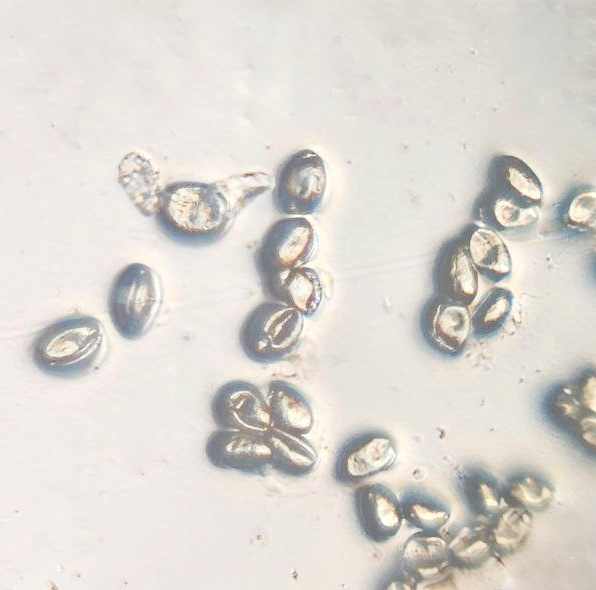
Grãos de pólen de A. scholaris
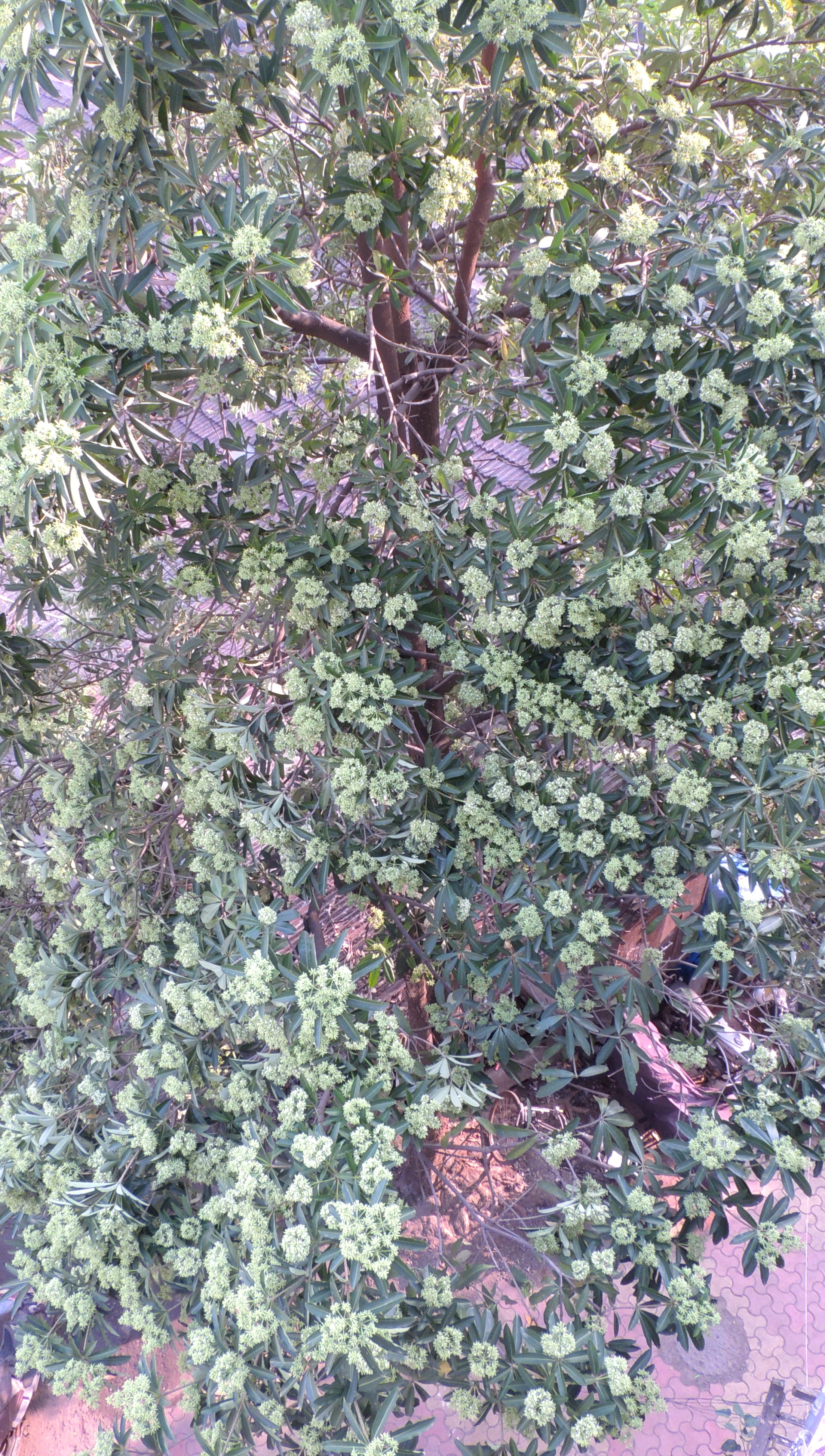
Flor de A. scholaris – Mumbai, Índia
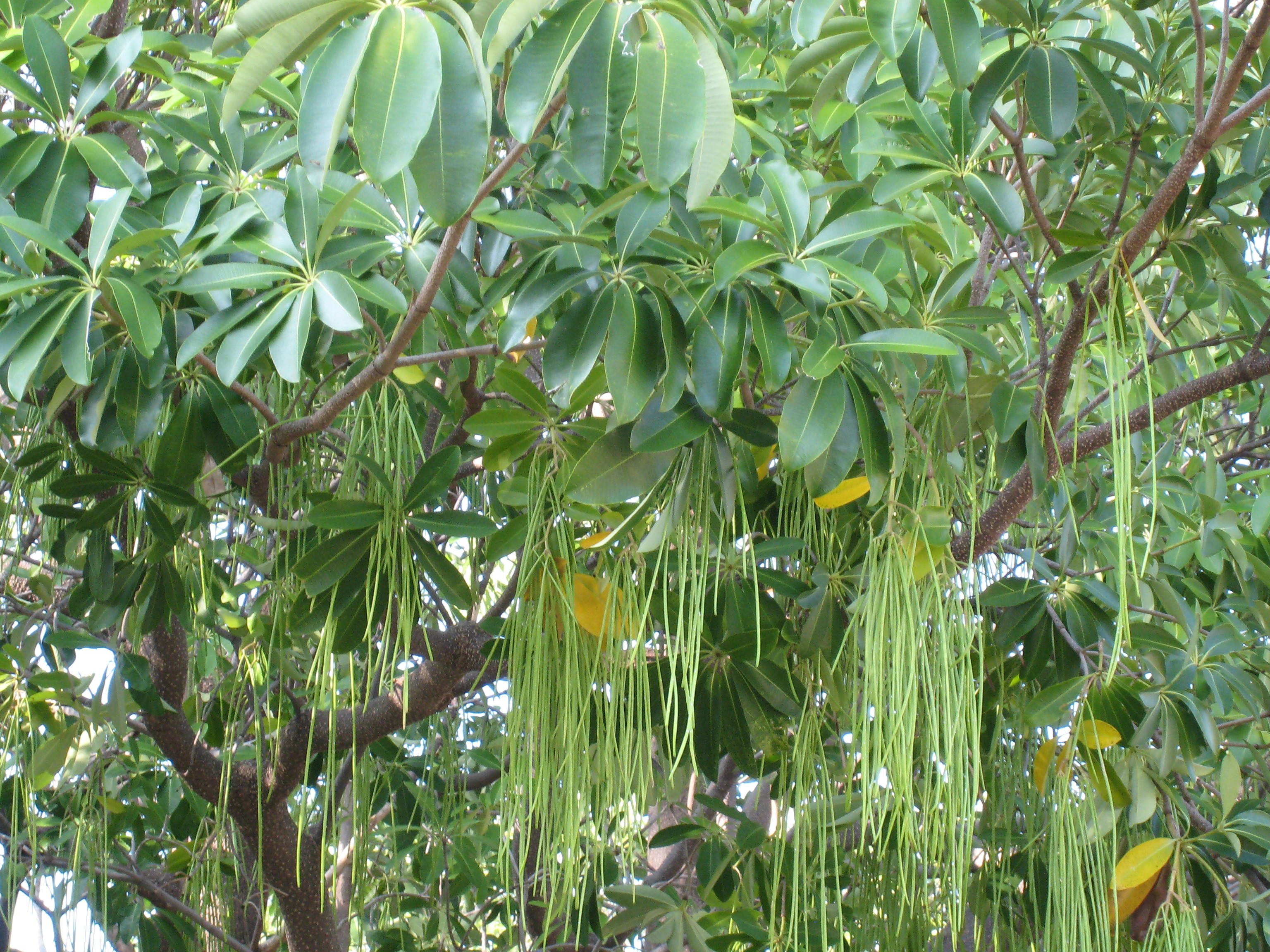
Fruto de A. scholaris, Austrália
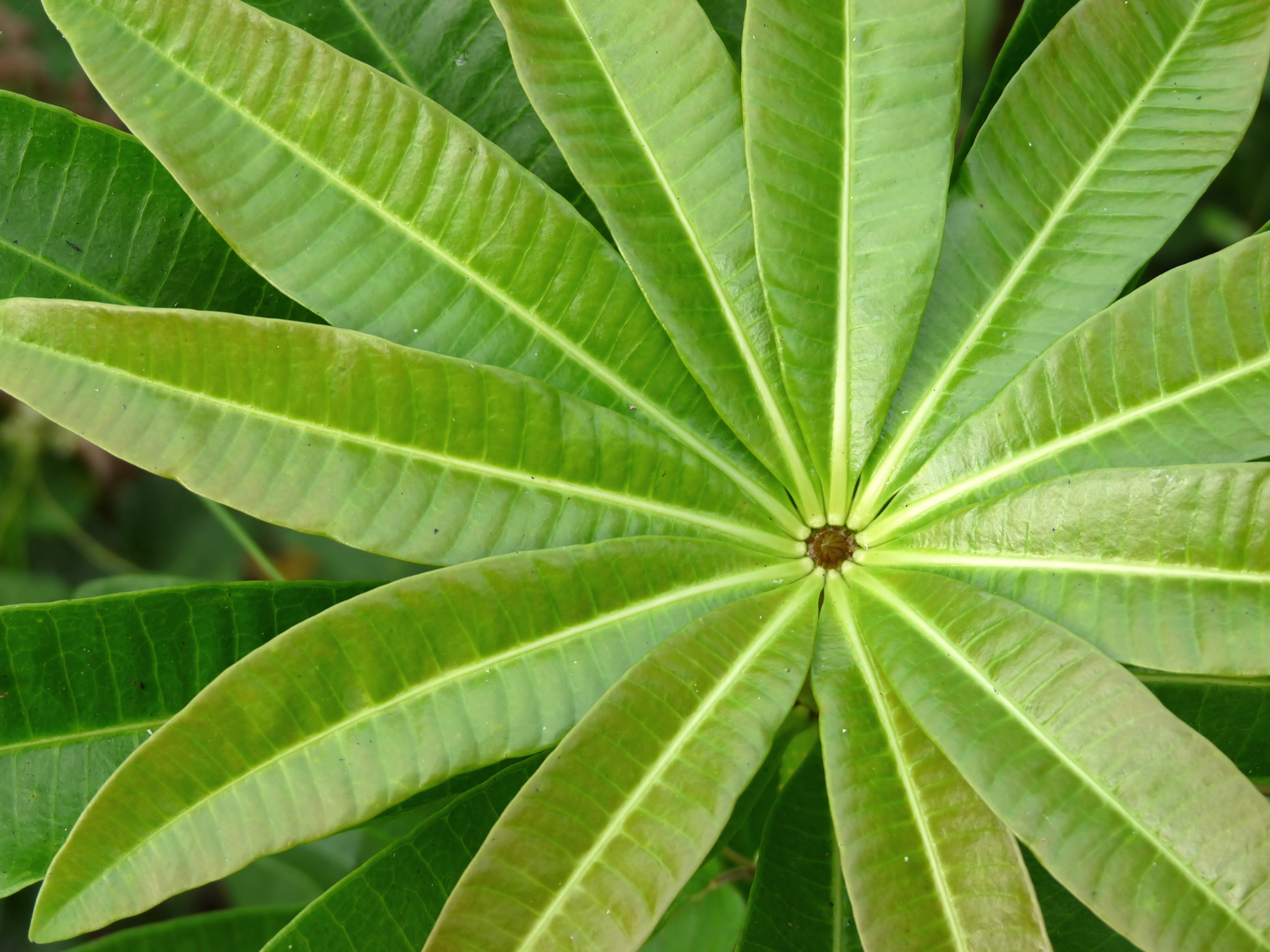
Disposição das folhas
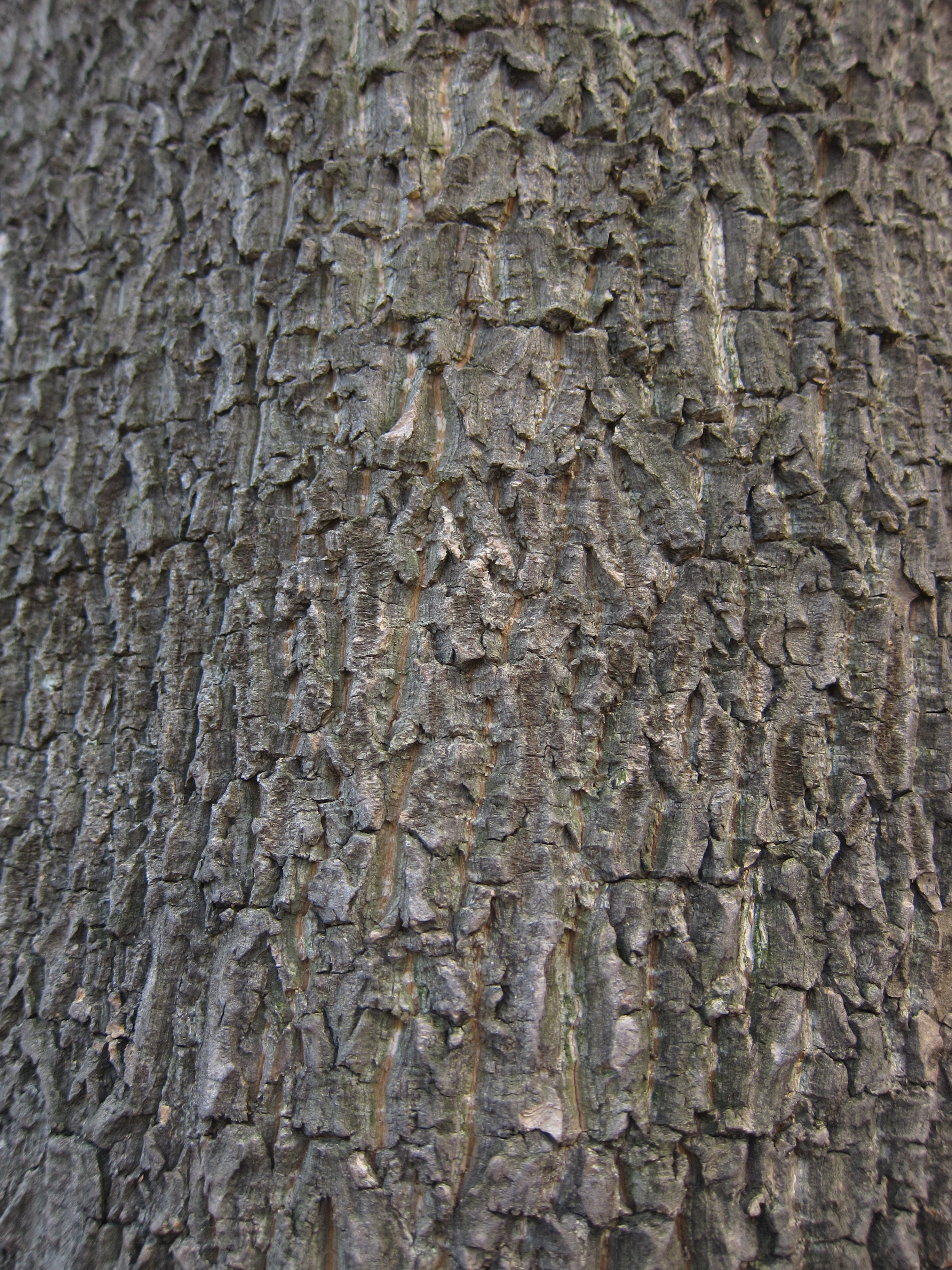
Detalhe da casca em Hong Kong
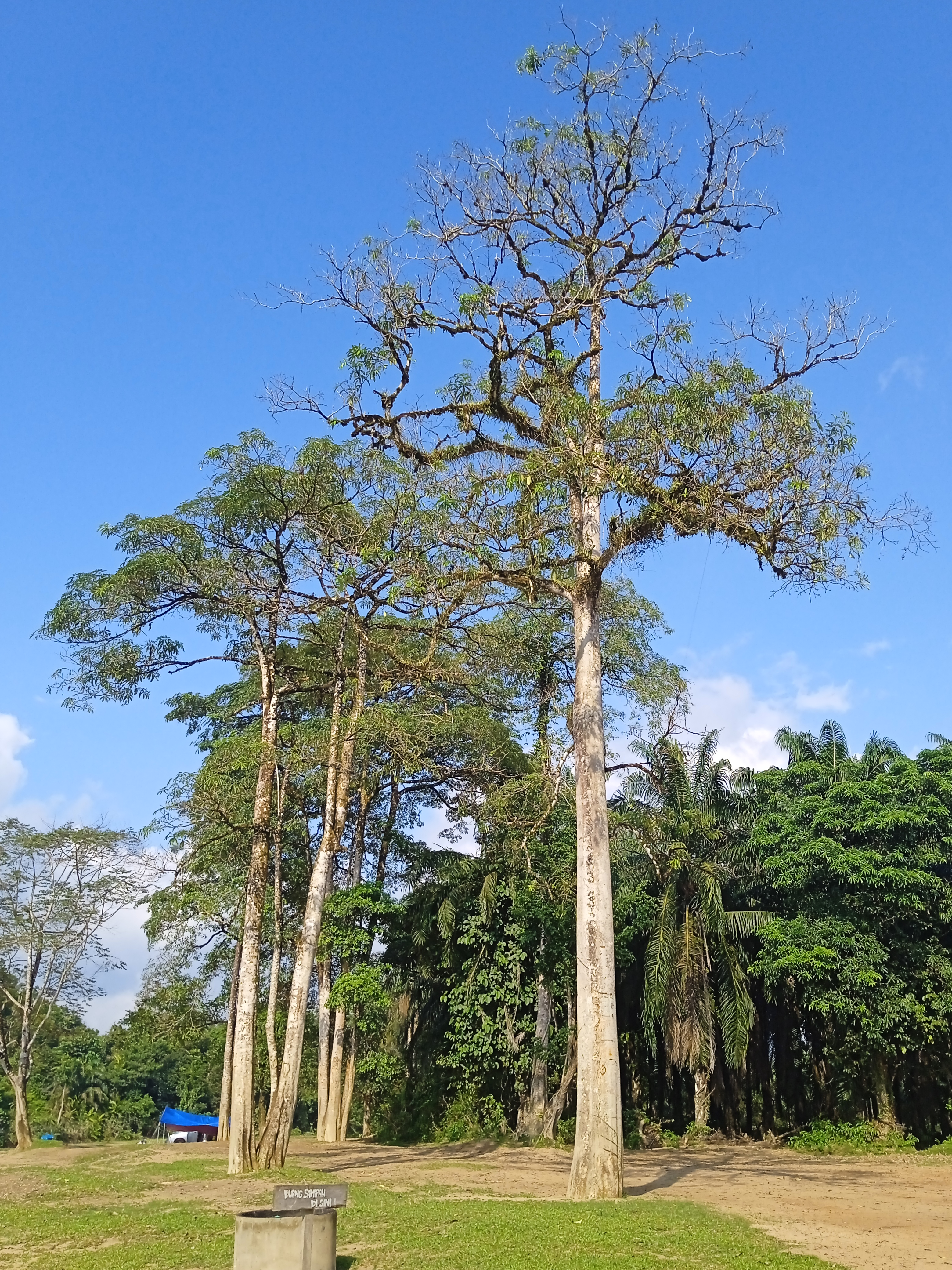
A. scholaris em Trenganu, Malásia
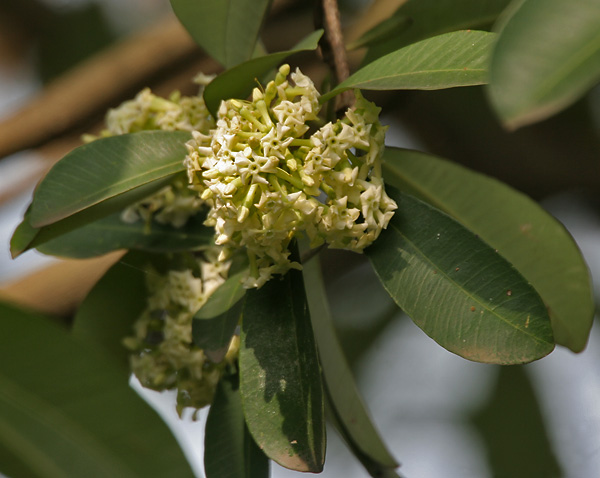
Folhas e flores em Calcutá, Bengala Ocidental, Índia